# Giorgio Tupini
Giorgio Tupini (Roma, 26 giugno 1922 – Fiuggi, 23 giugno 2021) è stato un politico e dirigente d'azienda italiano, primo presidente di Fincantieri dal 1959 al 1968.

## Biografia
Nato a Roma, figlio dell'esponente democristiano e senatore Umberto Tupini, nel 1948 fu nominato capo della segreteria dell'ufficio "studi propaganda e stampa" (Spes) della DC.
Alle elezioni politiche del 1948 conseguì un seggio alla Camera risultando il primo degli eletti con 86.616 preferenze e nel 1951 entrò a far parte del governo De Gasperi VII in qualità di sottosegretario di Stato alla Presidenza del Consiglio, carica alla quale verrà confermato nei governi De Gasperi VIII e Pella. Rieletto deputato alle politiche del 1953 con 57.121 preferenze, rassegnò le dimissioni nel 1954, dopo la morte di Alcide De Gasperi.
Successivamente intraprese la carriera di dirigente d'azienda nelle società del gruppo IRI: dal 1955 al 1959 fu amministratore delegato di Navalmeccanica, periodo nel quale fu attuato l'ammodernamento del cantiere di Castellammare di Stabia, dal 1959 al 1968 presidente di Fincantieri; dal 1968 al 1974 presidente e amministratore delegato di Finmeccanica; dal 1974 al 1978 presidente di Alitalia.
Nel 1974 fu nominato cavaliere del lavoro dal Presidente della Repubblica Giovanni Leone, mentre nel 2019 il comune di Fiuggi lo ha insignito della cittadinanza benemerita.
Muore a Fiuggi il 23 giugno 2021, alla vigilia del 99º compleanno. L’annuncio della scomparsa è stato dato a esequie avvenute dalla famiglia, con i figli Claudio, Sergio, Umberto.